# Веричев, Леонид Павлович

## Биографическая справка
Веричев Леонид Павлович родился 11 декабря 1939 года в г. Костроме. Учился в Костромском художественном училище (1955—1960 гг.) у А. П. Белых и в Московском Высшем художественно-промышленном училище (бывшее Строгановское, 1960—1968 гг.) на отделении монументально-декоративной живописи у Г.М Коржева. С 1960 по 1961 г. работал учителем рисования и черчения в средней школе-интернате № 1. С 1961 по 1964 г. служил в рядах Советской Армии. После окончания учебы в Московском Высшем художественно-промышленном училище трудился художником монументально-декоративного искусства в мастерских Костромского отделения художественного фонда РСФСР, где выполнял ответственные заказы по проектированию и исполнению монументальных, живописных росписей общественных зданий. Художник успешно сочетал творческую и педагогическую деятельность. Более десяти лет он работал в должности старшего преподавателя рисунка, живописи и композиции кафедры изобразительного искусства на художественно-графическом факультете Костромского государственного педагогического института им. Н. А. Некрасова.
С 1970 г. Леонид Павлович активно участвовал в областных, зональных и республиканских художественных выставках. В 1989 г. был принят в члены Союза художников СССР. Он многие годы был членом художественного Совета производственных мастерских Костромского отделения художественного фонда. В декабре 1988 г. в Костроме прошла персональная выставка его произведений. Полотна художника находятся в собрании Костромского областного музея изобразительных искусств и зарубежных частных собраний. Монументальные рельефы и фрески автора украшают общественные здания Костромы, Судиславля, Галича, Волгореченска, санатория им. И. Сусанина, поселка Горчуха Макарьевского района. Леонид Павлович умер 6 января 1999 г.
Леонид Павлович — автор живописных картин, портретов, пейзажей и натюрмортов. Живописец, остро чувствующий красоту жизни, обладающий ярким индивидуальным почерком, В 1970-е годы он успешно дебютировал в создании ряда монументальных росписей и рельефов. Монументальное искусство, долгое время не получавшее в городе достаточного развития, в эти годы благодаря способным молодым выпускникам московских вузов Л. П. Веричеву, Н. М. Мочалову, Н. М. Смирнову, Л. Г. Сергееву заметно и уверенно набирает силы. По разработанным эскизам Л. П. Веричева и под его непосредственным руководством творческим коллективом, куда вошли и его ученики И. Ю. Дашевский, С.Маковей, были выполнены крупномасштабные монументальные композиции: роспись в общежитии педагогического института на тему «Весна», оформление холста профилактория «Связист» на тему «Кострома», роспись интерьера рабочего клуба «Красный ткач», посвященная революционным событиям 1905 года в Костроме, и другие ответственные работы. Леонид Павлович постоянно искал в своих монументальных композициях пластические выразительные формы и разнообразные художественные приемы. Тематика этих росписей посвящена фольклору, историческому прошлому, современной жизни: спорту, молодежи, красота природы родного края. Эти росписи органично входят в интерьеры и экстерьер новых зданий, в пространственную и природную среду. В станковых полотнах он неизменно следует классическим традициям Ренессанса и русского искусства 18-го века Живопись Леонида Веричева отличается тонкой по технике моделировки фигур и предметов быта и пристальным Вниманием к деталям. Ученик народного художника РСФСР Т. М. Коржева, он великолепно владеет рисунком и смело использует условность и монументальность живописных приемов, добиваясь чистоты, насыщенности и разнообразия цвета.
На республиканской выставке молодых художников (Москва-1972 г.). Экспонировалась его картина «Красный сев». Радость освобожденного труда в первые год после революции показана в уверенном марше красных сеятелей. новых хозяев земли, сильных, крупных фигурах на первом плане, олицетворяющих поколение наших старших- отцов, матерей и их сыновей. Светлый цветовой строй красных оттенков созвучен с дыханием нового обновляемого времени. Как педагог, он был чуткий и требовательный наставник пользовался большим авторитетом среди преподавателей и студентов. Можно назвать десятки его учеников, успешно работающих учителями изобразительного искусства в школах города и области, одаренных живописцев, членов Союза художников Российской Федерации.
Л. П. Веричев был строгим и принципиальным членом художественного совета производственных мастерских, он не терпел серости в искусстве и твердо отстаивал позиции высокого профессионального мастерства и авторитета организации.
Монументальные произведения Л. П. Веричева, обладающие значительным образным содержанием, украшают архитектурные комплексы города: его портреты современников и содержательные натюрморты внесли заметный вклад в художественную летопись Костромского края. Персональная выставка живописи и графики мастера — благодатная дань памяти и глубокого уважения костромичей талантливому живописцу.

## Характеристика некоторых произведении Л. П. Веричева
На республиканской выставке молодых художников (Москва-1972 г.) Экспонировалась его картина «Красный сев». Радость освобожденного труда в первые год после революции показана в уверенном марше красных сеятелей. новых хозяев земли, сильных, крупных фигурах на первом плане, олицетворяющих поколение наших старших- отцов, матерей и их сыновей. Светлый цветовой строй красных оттенков созвучен с дыханием нового обновляемого времени.
Картина «Суровый голос войны» (1987 г.) тяжелой болью отзывается в сердце каждого из нас, напоминает о горечи тяжелых потерь и мужественном испытании народа. Из темного мрака в глубине полотна глухо звучит в старом репродукторе волнующий голос Левитана. Идут тяжелые зимние бои 1941 года, враг приближается к Москве. В холодной комнате с затемненными окнами мать, выпив валериановые капли. поднялась из-за стола. повесила шаль на стул и прилегла на кровать. Смятый заплаканный платок, стакан с водой, незакрытый флакон. фотокарточка юного бойца, оставленные на столе, говорят о многом. Тема Великой Отечественной войны нашла отражение в портрете Героя Советского Союза Юрия Смирнова «Подвит твой бессмертен». В портретном жанре автор добивается глубокой внутренней силы, вместе с тем обаяния и душевной красоты. четкого и продуманного композиционного построения.
В «Автопортрете с книгой» художник. используя ретроспективный костюмированный прием, как бы представил себя в обстановке 18-го столетия. Он держит раскрытую книгу с репродукцией портрета А. С. Лермонтовой работы Григория Островского и надписью «Солигаличские находки». Из глубины затемненного фона выступает силуэт художника, сжимающего в правой руке тонкую кисть. Мягкие волнообразные волосы ниспадают на лоб. В задумчивом взгляде темных глаз чувствуется сосредоточенность и размышление. Автор не случайно использует неподвижность композиции фигуры, вносит старинные детали украшения костюма в виде крупной сапфировой запонки на светло-жёлтой рубашке, дает приглушенный темно-охристый цвет лица и рук. В последующих портретах значительно отходит от стилизации старых традиций, добиваясь большей самостоятельности в раскрытии характера модели. Так, например, в погрудном портрете «Тани» -учительницы рисования и черчения Сухоноговской средней школы — мягкой светотенью моделирует жизненно-убедительный образ своей ученицы. Непритязательная русская красота, обилие молодости и задушевности хорошо переданы в этом полотне. Другие художественные средства использованы в крупномасштабном портрете «Молодого человека с вазой» (художник Юрий Тюрин). Гимн творчеству, юности и вечному искусству напряжённо звучит в мажорном аккорде светло-оранжевых, охристых и золотистых красках, которые переливаются в кудрях русой головы, на желтом свитере, бронзовой на вазе, сияющем фоне вечернего заката. В более позднем «Портрете матери» с особой теплотой и уважением он отдает дань Надежде Михайловне. Правдиво смелой, широкой манерой, «по-рембрандтовски», написал образ пожилой женщины с изборождённым годами лицом, чуть грустными, проницательными глазами излучающими мудрость. Более десяти лет тяжело больная мать была прикована к постели, и сын ни на один день не оставляет ее без внимания и заботы. В память о матери, ее трудной юности костромской текстильщицы 1930-х годов написал ее другой портрет на светлом радужном фоне с гирляндой цветов. Леонид Павлович плодотворно работал и над пейзажем. В «Весеннем мотиве» (1976 г.), «Зимнем пейзаже» (1985 г.). «Теплом вечере» и «На Волге» (1988 г.) внимательный взгляд Художника-монументалиста широко, свободно, как бы с птичьего полета видит просторы полей и разливов Костромского моря, широкую панораму волжского города.

## Участие Л. П. Веричева в художественных выставках
- Республиканская и всесоюзная выставка молодых художников. Москва, 1992 г.
- Зональная выставка «Художники Нечерноземья». Рязань, 1980 г.
- Зональная выставка «Художники центральных областей России». Владимир, 1996 г.
- Областные художественные выставки 1972, 1975. 1976, 1980, 1984, 1985, 1986, 1988, 1989, 1994 г.г.
- Персональная художественная выставка. Кострома, 1989 г.
- Групповая выставка учеников Л. П. Веричева художественно-графического факультета КГУ им. Н. А. Некрасова, 1998 г.
- Посмертная выставка, посвящённая 60-летию со дня рождения. Кострома, 1999 г[1]